# Vincent Spano
Vincent „Vinnie” M. Spano (ur. 18 października 1962 w Brooklynie) – amerykański aktor, reżyser i producent filmowy.

## Życiorys

### Wczesne lata
Urodził się w Brooklynie, dzielnicy Nowego Jorku, w stanie Nowy Jork w rodzinie pochodzenia włoskiego jako syn Theresy i Vincenta Spano. Gdy był uczniem nowojorskiej Stuyvesant High School, został odkryty przez matkę jednej z jego przyjaciółek i wybrany do roli Steve’a w przedstawieniu Ciemna skrzynka (The Shadow Box, 1976), które było wystawiane na Long Wharf i Broadwayu. Uczęszczał także do University of Santa Monica.

### Kariera
Trafił do szerszej publiczności jako Jackie Peterson w operze mydlanej CBS Search for Tomorrow (1979), a następnie jako narrator w filmie Podwójny McGuffin (The Double McGuffin, 1979) z Ernestem Borgnine i Orsonem Wellesem oraz dramacie kryminalnym Nad krawędzią (Over the Edge, 1979) u boku Matta Dillona, z którym po raz drugi spotkał się na planie dramatu Francisa Forda Coppoli Rumble Fish (1983). W 1984 w zastępstwie wystąpił na off-Broadwayu w roli Joe w sztuce Lanforda Wilsona Balsam w Gileadu (Balm in Gilead) w reżyserii Johna Malkovicha. Rola Marka Ciuni we włoskim dramacie kryminalnym Więzi krwi (Il cugino americano, 1986) u boku Brada Davisa przyniosła mu nominację do nagrody CableACE.

## Filmografia

### Filmy
- 1979: Podwójny McGuffin (The Double McGuffin) jako Foster
- 1979: Nad krawędzią (Over the Edge) jako Mark
- 1982: Jak dziwnie to obserwuje (A Stranger Is Watching) jako złodziej Gas
- 1983: Kochanie, to jesteś ty (Baby It’s You) jako Albert „Sheik” Capadilupo
- 1983: Powrót czarnego ogiera (The Black Stallion Returns) jako Raj
- 1983: Rumble Fish jako Steve
- 1984: Alphabet City jako Johnny
- 1984: Kochankowie Marii (Maria’s Lovers) jako Al Griselli
- 1985: Stwórca (Creator) jako Boris Lafkin
- 1986: Więzi krwi (Il cugino americano) jako Mark Ciuni
- 1987: Dzień dobry, Babilonio (Good Morning, Babylon) jako Nicola Bonnano
- 1988: I Bóg stworzył kobietę (And God Created Woman) jako Billy Moran
- 1988: Wysoka częstotliwość (Qualcuno in ascolto) jako Peter
- 1989: Czerwona Wenecja (Rouge Venise) jako Carlo Goldoni
- 1990: Sercowe sprawy (Heart of the Deal) jako Mitchell Bryce
- 1991: Oscar jako Anthony Rossano
- 1991: Miasto nadziei (City of Hope) jako Nick Rinaldi
- 1993: Alive, dramat w Andach (Alive) jako Antonio Balbi
- 1993: Powrót do Tamakwa (Indian Summer) jako Matthew Berman
- 1994: Powstawanie (The Ascent) jako Franco Distassi
- 1995: Córka morderców (The Tie That Binds) jako Russell Clifton
- 1997: Brooklińczycy (A Brooklyn State of Mind) jako Al Stanco
- 1997: Dodatkowe zobowiązania (No Strings Attached) jako Marc Demetrius
- 1998: Ścieżka Bożego Narodzenia (The Christmas Path) jako anioł
- 1998: Nieznany rowerzysta (The Unknown Cyclist) jako Frank Cavatelli
- 1999: Droga przez życie (Goosed) jako Steven Binder
- 2000: Armia Boga: Proroctwo (The Prophecy 3: The Ascent) jako Zophael
- 2001: Strażnicy Teksasu (Texas Rangers) jako Ed Simms
- 2003: Jedyny świadek (Silence) jako detektyw Steve Banks
- 2007: Nigdy więcej (Nevermore) jako Devin Bayliss
- 2007: Książę i żebrak – hollywoodzka opowieść (A Modern Twain Story: The Prince and the Pauper) jako Miles
- 2008: Fatalne tajemnice (Balancing the Books) jako Scott

### Filmy TV
- 1981: Dżentelmen bandytą (The Gentleman Bandit) jako Angel Perez
- 1981: Rozrabiaki w Nowym Jorku (Senior Trip) jako Dick
- 1992: Przerwany lot F-16 (Afterburn) jako Ted Harduvel
- 1996: Spisek (Downdraft) jako Jack
- 1997: Dziecko meduzy (Medusa’s Child) jako Scott Nash
- 2000: Miłość jak ze snu (The Deadly Look of Love) jako Brett Becker
- 2001: Jenifer jako Jack
- 2002: Szczury (The Rats) jako Jack Carver
- 2003: Kraina śmierci (Deathlands) jako Ryan Cawdor
- 2004: Podziemna pułapka (Landslide) jako Mark Decker
- 2005: Pierścionek zaręczynowy (The Engagement Ring) jako Tony Di Cenzo
- 2006: Sprawa honoru (L’Onore e il Rispetto)
- 2006: Jej wielka słabość (Her Fatal Flaw) jako Robert Genaro
- 2007: Wirus zagłady (Pandemic) jako Troy Whitlock
- 2008: Lone Rider jako Stu Croker
- 2008: Śmiertelne przewinienie (Grave Misconduct) jako Trent Dodson

### Seriale TV
- 1979: Search for Tomorrow jako Jackie Peterson
- 1993: Opowieści z krypty (Tales from the Crypt) jako oficer Fine
- 1997: Uliczny książę (Prince Street) jako detektyw Alex Gage
- 2000: Uliczny książę (Prince Street) jako detektyw Alex Gage
- 2004: Gorące Hawaje (North Shore) jako Dan Ralston
- 2006: Prawo i bezprawie (Law & Order: Special Victims Unit) jako agent FBI Dean Porter
- 2007: Prawo i bezprawie (Law & Order: Special Victims Unit) jako agent FBI Dean Porter